# 天文要録
天文要録（てんもんようろく）は、中国唐代に作られたとされる天文学の書籍。全50巻（うち現存26巻）。
序に麟徳元年（664年）に李鳳が高宗に奏上したとする記述があるが、中国の正史・目録からの確認は出来ない。日本には遅くても平安時代初期までに伝わったとされ、『三代実録』貞観18年7月27日（876年8月20日）条に五色雲の出現を巡る占文の出典として採用され、以後も天文道において尊重され、安倍氏・賀茂氏・中原氏などの天文密奏の際に引用されている。
尊経閣文庫所蔵の巻1に記された目録（目次）とその本文内容などから、そのおおよその内容は判明しており、日・月・五星・二十八宿・石氏・甘氏・巫氏などに分かれ、かつて発生した天文現象やそれにまつわる占星術や緯書などの説を類書形式にまとめたものであり、天文異変の際に天文博士らが参照にしたものと考えられている。